# Denis Auguste Duchêne

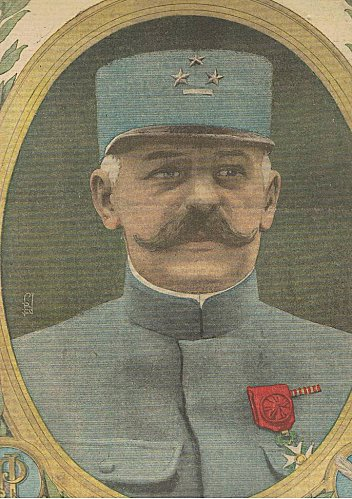
Denis Auguste Duchêne i Petit journal illustré den 18 februari 1917.

Denis Auguste Duchêne, född den 23 september 1862 i Juzennecourt (departementet Haute-Marne), död den 9 juni 1950 i Bihorel, deépartementet Seine-Maritime) , var en fransk militär.
Duchêne blev officer vid ett infanteriregemente 1883 och sedermera generalstabsofficer. År 1912 blev han överste. Vid första världskrigets utbrott var han brigadgeneral och chef för 19:e infanterifördelningen. I augusti 1915 blev han chef för 2:a armékåren (vid Verdun), 1916 divisionsgeneral, i januari 1917 chef för 10:e armén (vid Aisne, i oktober samma år förflyttad till italienska fronten) och i december samma år (till i maj 1918) chef för 6:e armén (vid Aisne). Duchêne var efter krigsslutet chef för 3:e armékåren (Rouen).